# Fanagalo jezik
Fanagalo jezik (basic zulu, “fanakalo”, “fanekolo”, “isikula”, isilololo, isipiki, lololo, pidgin bantu, piki, silunguboi; ISO 639-3: fng), pidžinski jezik iz Južnoafričke Republike, Zambije i Zimbabvea, temeljen na zuluskom [zul]. Govori se jedino kao drugi jezik. U Zambiji se njegov dijalekt naziva ‘cikabanga’, a u Zimbabveu ‘chilapalapa’. Rabi se naširoko kao trgovački jezik u rudarskim područjima zlata, dijamanata i ugljena.
Oko 70% riječi u Zimbabveu dolazi iz Zulua, 24% iz engleskog [eng], 6% iz afrikaansa [afr].

## Vanjske poveznice
- Fanagalo (14th)
- Fanagalo (15th)